# Hendrik Tui

a Compétitions nationales et continentales officielles uniquement.

b Matchs officiels uniquement.
Dernière mise à jour le 20 août 2021.
Hendrik Tui, né le 13 décembre 1987 à Auckland (Nouvelle-Zélande), est un joueur de rugby à XV international japonais évoluant au poste de troisième ligne centre ou troisième ligne aile. Il évolue dans le club des Suntory Sungoliath en Top League depuis 2013. Il mesure 1,89 m pour 107 kg.

## Biographie
Hendrik Tui est né en Nouvelle-Zélande, à Auckland. Il émigre au Japon à 19 ans pour jouer avec le club universitaire de Teikyō et, parallèlement, suivre des études de médecine.

## Carrière

### En club
Hendrik Tui a commencé par évoluer en championnat japonais universitaire avec son club de Teikyo entre 2007 et 2011. Il échoue une fois en finale (en 2009) avant de remporter deux fois le championnat (en 2010 et 2011).
Il a ensuite fait ses débuts professionnels avec le club des Panasonic Wild Knights  en Top League avec qu'il a rejoint en 2011. Avec ce club il dispute une première saison très réussie avec 15 matchs disputés pour 6 essais, ainsi qu'une place de finaliste. Il connait en revanche une seconde saison plus difficile en 2012 avec seulement 9 matchs et 1 essai.
En 2013, il rejoint un autre club de Top League, les Suntory Sungoliath. Il est finaliste du championnat avec sa nouvelle équipe en 2014.
Il rejoint en 2015 la franchise australienne des Queensland Reds en Super Rugby, ce qui ne l'empêche pas de continuer à jouer en Top League car les championnats n'ont pas lieux à la même période. Malgré une saison amputée par une blessure importante à la jambe, il prolonge son contrat avec les Reds pour une année supplémentaire,.
En 2019, il rejoint la franchise japonaise des Sunwolves évoluant en Super Rugby pour une saison.

### En équipe nationale
Hendrik Tui obtient sa première cape internationale avec l'équipe du Japon le 10 juin 2012 à l’occasion d’un test-match contre l'équipe des Tonga à Tokyo.
Il fait partie du groupe japonais sélectionné pour participer à la coupe du monde 2015 en Angleterre. Il dispute quatre matchs contre l'Afrique du Sud, l'Écosse, les Samoa et les États-Unis.
Il fait partie du groupe japonais sélectionné pour participer à la Coupe du monde 2019 à domicile. Il dispute trois rencontres, contre la Russie, les Samoa et l'Écosse.

## Palmarès

### En club
- Vainqueur du championnat universitaire du Japon en 2010 et 2011 avec Teikyō.

- Champion de Top League en 2017 et 2018 avec les Suntory Sungoliath.
- Finaliste de la Top League en 2012 avec les Panasonic Wild Knights, et en 2014, 2019 et 2021 avec les Suntory Sungoliath.

### En équipe nationale
- 47 sélections
- 90 points (18 essais)

- Participations à la Coupe du monde en 2015 (4 matchs) et 2019 (3 matchs).